# Le Requin qui mourut deux fois
Le Requin qui mourut deux fois est la première histoire en 44 planches de la série Bruno Brazil scénarisée par Greg (sous le pseudonyme de Louis Albert) et dessinée par William Vance.
Elle a été publiée dans le Journal de Tintin en 1968 puis en album en 1969 chez Dargaud.

## Synopsis
Le seul rescapé d'un banal accident de la route s'avère être Kurt Schellenburg, dit Le Loup de Nüremberg,  un ancien aventurier du troisième Reich, considéré comme mort depuis un quart de siècle, lors du naufrage d'un sous-marin qui transportait des richesses. Immédiatement, Bruno Brazil, un agent du Service, organisation secrète de défense internationale, est envoyé sur les lieux du naufrage, au large de Costa Negra au Caraguay, afin de récupérer cette fortune de guerre évaluée à quinze milliards de dollars. Mais d'autres agents de nombreux autres pays sont également sur la piste du trésor.

## Univers

### Personnages
- Bruno Brazil : agent émérite du Service, organisation secrète de défense internationale
- Colonel Lazarus D. Walsh, dit Colonel "L" : chef du Service
- Hawks : agent du Service
- Helen Cordoba : contact du Service à Costa Negra
- Ricardo : peintre hermite, contact du Service à Costa Negra
- Inspecteur Rafaël : inspecteur de police du Caraguay
- Kurt Schellenburg, dit Le Loup de Nüremberg : ancien aventurier du troisième Reich
- Oscar Caucci : restaurateur français méridional installé au Caraguay, contact du Service à Costa Negra

### Historique
Après six récits complets publiés dans le Journal de Tintin au cours de l'année 1967, et devant le succès obtenu au référendum du journal où la série arrive en septième position, Greg lance la première grande histoire en 44 planches de Bruno Brazil.

Dans le n° 1011, daté du 7 mars 1968, les lecteurs du Journal découvrent, pour annoncer le début de la publication, dès la semaine suivante, de la première aventure "à suivre" de Bruno Brazil,  un dessin réalisé spécialement par William Vance en couleurs directes, représentant un car qui va percuter une voiture lancée à pleine vitesse dans un carrefour, accompagné de ce texte :
« Un feu rouge… Un chauffeur distrait… un car lancé dans le trafic de la grande ville… C’est l’accident… mais ses conséquences seront incalculables… Seul Bruno Brazil sera capable de les dominer. Ne manquez pas, la semaine prochaine, le début de cette passionnante aventure… Le Requin qui mourut deux fois ! »
La semaine suivante, le n° 1012 annonce le début de ce nouveau récit par une couverture de William Vance, toujours en couleurs directes,  représentant au premier plan un motard de la police ouvrant la route pour une voiture de sport décapotable, au second plan, au volant de laquelle on reconnaît Bruno Brazil, caractérisé par sa chevelure blanche, avec ce texte « Place à Bruno Brazil », correspondant à la planche 3 de l'album.
William Vance signera une autre couverture pendant la publication du récit, toujours en couleurs directes, pour le n° 1025 du 20 juin 1968, représentant Brazil, Hawks et Ricardo fuyant la police en courant entre les rames de trains, correspondant à la planche 29 de l'album.

### Analyse
Ce premier long récit de Bruno Brazil est encore fortement inspiré de James Bond et OSS 117, dont Greg reprend volontairement les codes. Les lecteurs du journal vont plébisciter Le Requin qui mourut deux fois dont ils apprécient la technique narrative et un graphisme donnant à ce récit une allure de film hollywoodien. Le dessin de Vance, dont c'est la première incursion dans l'univers contemporain (il avait auparavant créé des séries historiques comme Howard Flynn ou western comme Ringo) est qualifié par certains critiques, qui louent son « élégance rare » et ses décors sophistiqués et modernes, de « réalisme efficace ».

## Publication

### Périodiques
Journal de Tintin : 
- édition Belgique : du n° 1168 du 12 mars 1968 au n° 3168 du 30 juillet 1968[5]
- édition France : du n°1012 du 14 mars 1968 au n° 1031 du 1er août 1968[6]

### Albums
- 1ère édition : Dargaud, collection Jeune Europe n° 59, 44 planches, soit 46 pages, couverture souple (le dessin de couverture reprend celui de la couverture du n° 1012 du Journal de Tintin), 1969 (DL 01/1969)

Rééditions :
1. Dargaud, collection Jeune Europe (sans mention du numéro), couverture souple, 1969 (DL 05/1969)
2. Le Lombard, édition cartonnée, avec nouvelle illustration de couverture, 1975 (DL 04/1975)
3. Le Lombard, avec nouvelle illustration de couverture reprenant dans un encart celle de l'édition de 1975, sur laquelle ne figure plus le nom de Louis Albert et créditant pour la première fois Greg comme scénariste, avec nouvelles couleurs réalisées par Petra, 1995 (DL 02/1995)  (ISBN 2-8036-1146-5)
4. Le Lombard, fac-similé de l'édition Jeune Europe de 1969, album double (avec Commando Caïman), collection Millésimes, dos toilé, 2006 (DL 12/2006)  (ISBN 2-8036-2204-1)
5. Le Lombard, intégrale 1 (avec Commando Caïman, Les Yeux sans visage et La Cité pétrifiée), 27/09/2013 (DL 09/2013)  (ISBN 978-2-8036-3101-8)[7]